# Ane Nauta
Ane Nauta (Hijlaard, 21 oktober 1882 – Leeuwarden, 9 april 1946) was een Nederlands architect.

## Beknopte biografie
Ane Nauta was de zoon van architect-aannemer Wybe Thomas Nauta en Trijntje Sytses Douma. In 1905 was hij als opzichter betrokken bij de bouw van de gereformeerde Zonnebrinkkerk te Winterswijk, ontworpen door Tjeerd Kuipers, wiens rationalistische stijl van grote invloed zou worden in Nauta's eigen werk. Hij ontwierp vooral gereformeerde kerken in Friesland. Tot 1920 was hij gemeentearchitect van Westdongeradeel. Nauta was lid van de Bond van Nederlandse Architecten (BNA).

## Werken (selectie)
| Jaar | Plaats                  | Werk                         | Bijzonderheden                                                                              | Afbeelding                 |
| ---- | ----------------------- | ---------------------------- | ------------------------------------------------------------------------------------------- | -------------------------- |
| 1911 | IJlst                   | Stadslaankerk (Gereformeerd) | Orgel is rijksmonument                                                                      |                            |
| 1913 | Aalten                  | Oosterkerk (Gereformeerd)    |                                                                                             |                            |
| 1915 | Lollum                  | Gereformeerde kerk           |                                                                                             | Lollum, Gereformeerde kerk |
| 1918 | Raard                   | Marthakerk (Gereformeerd)    |                                                                                             |                            |
| 1921 | Heerenveen              | Kruiskerk (Gereformeerd)     |                                                                                             |                            |
| 1921 | Joure                   | Gereformeerde kerk           | Gesloopt in 1984                                                                            |                            |
| 1921 | Ternaard                | Gereformeerde kerk           |                                                                                             |                            |
| 1922 | Wouterswoude            | Gereformeerde kerk           |                                                                                             |                            |
| 1922 | Hijlaard                | Chr. School en meestershuis  | De lagere school is gesloopt in de jaren 70 maar het schoolmeester huis staat er nog steeds |                            |
| 1923 | Marrum                  | Gereformeerde kerk           | Gesloopt                                                                                    |                            |
| 1923 | Wolvega                 | Ichtuskerk (Gereformeerd)    |                                                                                             |                            |
| 1924 | Tzummarum               | Gereformeerde kerk           |                                                                                             |                            |
| 1925 | Beetgumermolen          | Gereformeerde kerk           | Rijksmonument                                                                               |                            |
| 1925 | Dokkum                  | Noorderkerk (Gereformeerd)   | Gesloopt                                                                                    |                            |
| 1925 | Wirdum                  | Unitaskerk (Gereformeerd)    |                                                                                             |                            |
| 1925 | Kollumerzwaag           | Gereformeerde kerk           | De kerk is in 2008 gerenoveerd. Het orgel dateert uit 1980.                                 |                            |
| 1926 | Dokkum                  | Oosterkerk (Gereformeerd)    | Verbouwing                                                                                  |                            |
| 1926 | Nes (Noardeast-Fryslân) | Gereformeerde kerk           |                                                                                             |                            |
| 1926 | Sint Annaparochie       | Gideonkerk (Gereformeerd)    |                                                                                             |                            |
| 1927 | Lioessens               | Gereformeerde kerk           |                                                                                             |                            |
| 1928 | Sexbierum               | Gereformeerde kerk           |                                                                                             |                            |
| 1929 | Bolsward                | Gasthuiskerk (Gereformeerd)  |                                                                                             |                            |